# الرائد (مجلة)
مجلة الرائد هي مجلة عراقية ثقافية فكرية، سياسية، عراقية عامة، تصدر عن دار الرائد للنشر والتوزيع، صدرت في عام 2005، مسجلة كمجلة في نقابة الصحفيين العراقية تحت (رقم 191) ومسجلة في دار الكتب والوثائق العراقية تحت رقم 1021 لعام 2008.

## رؤية المجلة
مؤسسة إعلامية تعنى بالإعلام المكتوب، لديها منظومة متنوعة من المجلات والصحف العامة والمتخصصة، ولها دار نشر ومطبعة خاصة تشمل المؤسسة أيضا مواقع إلكترونية بضمنها وكالة أنباء ومركز معلومات متخصص بشأن العراقي، فضلا عن مراكز متخصصة بالمواضيع الفكرية والسياسية والفنية والتدريبية.

## مبادئ مؤسسة الرائد
تؤمن مؤسسة الرائد ومجلة الرائد التي تصدرها بـ:
حرية التعبير عن الرأي بأسلوب منضبط لا يسيء للآخرين ولا يتقاطع مع تعاليمنا الإسلامية وقيمنا العربية. 
ضرورة نشر الوعي الثقافي والحضاري من اجل النهوض بالمجتمع العراقي. 
الالتزام بالمعايير الإسلامية 

## النشأة
نشات مؤسسة الرائد - هذه التسمية استحدثت فيما بعد- على ايدي عدد من مفكري ومثفي بغداد الإسلاميين، وبتمويل فردي ضعيف بعد سقوط بغداد، واحتلال العراق، نشأت كمؤسسة اعلامية إسلامية، تنشر منشورات إسلامية وسطية، ومنشورات تحث الناس على الخير، والتبرع لاهل الحاجة.
تعرضت هذه المؤسسة - حالها كحال جميع مؤسسات المجتمع المدني العراقية- إلى اعتقال محرريها على ايدي القوات الأمريكية الغازية والقوات الحكومية العراقية، حيث كانت الكتابات التي تنشر في المجلة تمثل تهديدا لصورتهم امام الناس، وتمثل كشفا للأنتهاكات حقوق الإنسان التي ترتكبها هذه القوات.

## ظهور اسم الرائد
بدأ الفكر الإعلامي لهذه المؤسسة ينضج مع اقراب عام 2005، ووجد أعضاء هذه المؤسسة ضرورة اتخاذ اسم لهذه المؤسسة وشعار معترف بها من قبل الجهات الرسمية، فكان الاختيار على كثير من الأسماء.. وتم اختيار اسم الرائد:

### شعار المؤسسة: ((الرائد لا يكذب اهله))
تم اختيار اسم الرائد، حسب ما نشرته المجلة نفسها في عددها الأول، في المقالة الافتتاحية.

#### الرائد هو
- المقتحم: نُخاطر ونقتحم كل المجالات بلا تردد أو خوف.
- المستكشف: نحرص على كل جديد ونأبى التكرار والرتابة.
- الحادي: فنحن لا نكتفي بالنقل فقط بل نعمل على توجيه القارئ بما يتلائم مع رسالتنا.

#### لا يكذب
وهذه منهجية ثابتة ارتضيناها على أنفسنا، فلا نجامل أو نداهن على حساب الحق، ولسنا من مصدري الاشاعات أو ممَن تُحرّكه الجماهير كي نقول ما يريدون، بل نلتزم المهنية بكل صراحة.

#### أهله
فرسائلنا موجهة للأقرب فالأقرب من اهلنا العراقيين
لاسم الرائد لعدة دلالات منها:

فالرائد في لغة العرب: هو الذي يبعث به أهله في أوقات الجدب ليرتاد لهم مكاناً خصيباً ينتقلون إليه، يقولون: راد الكلأ يروده روداً، بمعنى طلبه، والرائد هوالذي يرسل في طلب الكلأ، ولابد أن يكون صادقاً ثقة شجاعاً خبيراً بالمواطن المناسبة لنزول قومه، قادراً على معرفة الطريق حتى لا يضلوا.
ولأن هذا الرائد ذو صفات متميزة يعد الصدق أهمها، فإنه لا يمكن أن يكذب أهله، ولا أن يخدع قومه، لأنه لا يرضى لهم الهلاك، ولا يمكن أن يكون الإنسان رائداً محبوباً مطاعاً مصدقاً إلا إذا كان أهلاً للثقة، جديراً بالتقدير.هكذا عرفت قبائل العرب الرائد، فرفعت من شأنه، وقدرت صدقه وعنايته وشجاعته وسمو مقاصده.
هنا كانت هذه الجملة مهمة جداً من حيث مراعاتها لمتقضى الحال، ومن حيث تعبيرها الدقيق عن حالة البشير النذير الذي عرف بالصدق والأمانة والإخلاص، والشجاعة والإقدام...

## أقسام المجلة
للمجلة عدة اقسام وهي:

### أولاً: مجلة الرائد
مجلة شهرية سياسية اجتماعية منوعة، تسلط الضوء على الواقع العراقي في كل نواحيه، تقول عن نفسها أنها تعتمد صدق وأصالة المادة المطروحة والمهنية في التناول والإبداع في العرض.

### ثانياً: موقع الرائد
وهو عبارة عن بوابة تضم موقعا إخباريا ومعلوماتيا هو نواة لمركز معلومات متخصص بالعراق، يتم تحديثه يوميا البوابة أيضا موقعا لمجلة الرائد وأخر لدار الرائد للطباعة والنشر والتوزيع ورابعا للتدريب الإعلامي وخامسا البوم صور خاص بالعراق.

### ثالثا: دار الرائد للطباعة والنشر والتوزيع
وتقوم هذه الدار بإصدار سلسلة الرائد للكتاب، وسلسلة مجلة الرائد الجدارية وسلسلة رسائل الرائد الدعوية (نشريات منوعة) فضلا عن استيراد وطباعة وتوزيع الكتب الأدبية والعلمية والإسلامية واقامة المعارض المنوعة، فضلا عن طباعة وتوزيع مجلات ونشريات المؤسسة.

### رابعا: مجلة الرائد الرقمي
مجلة شهرية رقمي حاسوبية، نشرت ما يقارب عشرة اعداد، ومن ثم تم اغلاق هذا القسم، بسبب الوضع الأمني المتدهور آنذام في العراق

## الاعتداءات التي تعرضت لها الرائد
تعرضت هذه المجلة على طول مسيرتها إلى اعتقال اعضائها بسبب ما يوصف بانه تهجم على الحكومة العراقية، كما نرى من غلاف العدد الأول، الذي بدأ في فضح تدخل الحكومة الإيرانية بالشأن العراقي، وبعض الجرائم التي تنسب إلى فيلق القدس، وفضح الحقائق، كما تعرضت هذه المجلة إلى اعتداءات من مليشيات ومسلحون بسبب نشرها تقارير وصور تثبت ما قامو به من جرائم، وأكبر حدث تعرضت له المجلة في عام 2007 حيت تم حرق المبنى الذي كانت فيه مؤسسة الرائد الإعلامية في العامرية - في بغداد، حيث تم تقييد حراس المقر، وسرقة كمبيوترات ووثائق المقر، ومن ثم سكب البانزين على المكاتب والاثاث واضرموا النار في المؤسسة، مما أدى ال انتقالها إلى حي الجامعة في بغداد.